# Nobody Else
Nobody Else —en español: Nadie más— es el tercer álbum de la boyband Británica Take That.

## Información del álbum
"Nobody Else" fue el último álbum de estudio de Take That antes de su disolución en 1996. El álbum tuvo tres sencillos: Sure, Back for Good y Never Forget. El sencillo Never Forget lanzado en julio de 1995 marcó el alejamiento de Robbie Williams. El álbum se convirtió en #1 en el chart Británico, Alemán, Holandés y Suizo y también fue lanzado en los Estados Unidos por Arista Records el 15 de agosto de 1995, con la lista de canciones en un orden diferente..
Como promoción del álbum, la banda realizó el Nobody Else Tour, con 31 fechas en variados países como Reino Unido, Australia, Tailandia, Singapur y Japón. Nobody Else The Movie es el video de los conciertos realizados fue lanzado en 1995.

## Lista de canciones
Versión Internacional (07822-18800-2)
Versión Australiana del Tour Souvenir 1995 (con póster y fechas de la gira) (974321-2790924)
1. "Sure" (Gary Barlow, Mark Owen, Robbie Williams) – 3:42
2. "Back for Good" (Gary Barlow) – 4:02
3. "Every Guy"  (Gary Barlow) – 3:59
4. "Sunday to Saturday"  (Gary Barlow, Howard Donald, Mark Owen) – 5:03
5. "Nobody Else" (Gary Barlow) – 5:48
6. "Never Forget" (Howard Donald) – 5:12
7. "Hanging Onto Your Love" (Gary Barlow, David Morales) – 4:09
8. "Holding Back the Tears" (Gary Barlow) –  5:29
9. "Hate It" (Gary Barlow) – 3:41
10. "Lady Tonight" (Gary Barlow) – 4:37
11. "The Day After Tomorrow" (Mark Owen) – 4:53

Versión para Japón (BVCP-800)
El álbum de 1995 lanzado en Japón contiene las siguientes pistas y bonus tracks:
12. "All That Matters To Me" - 5:26

13. "Back For Good" (Instrumental)- 4:03
Versión 2006 para el Reino Unido y Japón (expandida) (88697010632) (BVCM37922)
Las versiones expandidas de 2006 contienen las siguientes pistas:
12. "Sure (Full Pressure Mix)" – 5:39

13. "Back For Good (Urban Mix)" – 4:02

14. "Every Guy (Live)" – 5:04
Versión Estados Unidos (07822-18800-2)
1. "Sure" (Gary Barlow, Mark Owen, Robbie Williams) – 3:42
2. "Back for Good" (Gary Barlow) – 4:02
3. "Babe" (Gary Barlow) – 4:51
4. "Pray" (Gary Barlow) – 3:43
5. "Nobody Else" (Gary Barlow) – 5:48
6. "Never Forget" (Gary Barlow) – 5:12
7. "Holding Back The Tears" (Gary Barlow) –  5:29
8. "Every Guy" (Gary Barlow) – 3:59
9. "Love Ain't Here Anymore" (Gary Barlow) – 3:57
10. "The Day After Tomorrow" (Gary Barlow) – 4:53

## Personal
- Lance Ellington - Coro, Coro
- Dave James - Productor
- David Morales - Arreglista, Productor, Programación de Batería, Mezcla
- Brothers in Rhythm - Arreglista, Productor
- Steve Anderson - Bajo, Batería, Teclados
- Bashiri Johnson - Percusión
- Greg Bone - Guitarra
- Chris Cameron - Programación
- Pavel DeJesus - Ingeniero
- Andy Duncan - Percusión
- Clive Griffin - Coro, Coro
- Nigel Hitchcock - Saxofón
- Katie Kissoon - Coro, Coro
- Richard Niles - Arreglos de cuerdas, arreglos de bajos
- Tessa Niles - Voz
- Phil Palmer - Guitarra
- John Poppo - Ingeniero
- Chris Porter - Productor
- Alec Shantzis - Teclados
- Beverley Skeete - Coro, Coro
- Robert Walker - Fotografía
- Tim Weidner - Programación
- Gary Barlow - Arreglista, Programación, Productor
- Paul Wright III - Ingeniero, Mezcla
- Peter "Ski" Schwartz - Teclados
- Howard Bargroff - Mezcla
- Tommy Blaize - Coro, Coro
- Andy Gallimore - Asistente
- Steve McNichol - Ingeniero Asistente
- Matthew Donaldson - Foto de manga
- Tommy O'Sullivan - Fotografías
- Alan Bremner - Asistente
- Neil Oldfield - Guitarra
- Morgan Penn - Dirección de Arte, Diseño
- Monica Reid-Price - Coro, Coro
- Jayray Ruffin - Coro, Coro

## Posicionamiento
| País          | Listas                          | Posición (1995) |
| ------------- | ------------------------------- | --------------- |
| Alemania      | German Albums Chart             | 1               |
| Australia     | ARIA                            | 2               |
| Austria       | Austria Singles Chart           | 1               |
| Bélgica       | Belgian (Flanders) Albums Chart | 1               |
| Bélgica       | Belgian (Walonia) Albums Chart  | 2               |
| Holanda       | Dutch Chart                     | 1               |
| Irlanda       | Ireland Singles Chart           | 1               |
| Noruega       | Norway Singles Chart            | 4               |
| Nueva Zelanda | New Zealand Singles Chart       | 21              |
| Reino Unido   | UK Singles Chart                | 1               |
| Suecia        | Sweden Singles Chart            | 7               |
| Suiza         | Switzerland Singles Chart       | 1               |

- Certificación de la BPI: 2× platino[9]
- Certificación de la IFPI: 2× platino[10]